# 八天石蔵
八天石蔵（はってんいしぐら）は大阪府箕面市の勝尾寺境内周辺に点在する遺跡群であり、中世に寺領表示のために設置されたものである。石蔵は国の史跡に、出土品は重要文化財にそれぞれ指定されている。

## 概要
この石蔵は、鎌倉時代に勝尾寺の寺領を表す傍示として設置されたものである。寺域周辺の山林の計8箇所に銅造の仏像計8体を信楽焼の容器に納めて埋納し、その上に石積の壇が設けられた。
埋納された仏像は、持国天・増長天・広目天・多聞天の四天王、および降三世明王・軍荼利明王・大威徳明王・金剛夜叉明王の四明王である。なお、仏像・信楽焼容器ともに発掘され、勝尾寺に保管されている。
この石蔵については、寛喜2年（1230年）の文書に言及されているのが初見で、その頃に造られたものであると推定されている。他に類例のない遺跡として貴重である。
石蔵の下に埋められていた仏像は勝尾寺に安置され、各石蔵跡には石標が目印として設置されているが、管理の手が届かず、放置され荒れ果てた姿となっている。

### 影向石
八天石蔵とは別に、勝尾寺境内には影向（ようごう）石があり、この下にも仏像が埋められていると考えられている。八天石蔵から出土した仏像は、五大明王のうち中央に位置する不動明王の像を欠くことから、影向石の下に不動明王像が埋納されているとも言われるが未詳である。

## 文化財指定
重要文化財（考古資料）
- 摂津勝尾寺旧境内傍示八天石蔵出土品
  - 銅造四天王・四明王像 8躯
  - 陶製外容器 8合
  - （附）土師器 残欠共 一括

史跡（国指定）
- 勝尾寺旧境内傍示八天石蔵および町石

※正式の文化財指定名称では「傍示」の「傍」の偏が「片」になる。